# Hans Asper
Hans Asper (ur. w 1499 w Zurychu, zm. 21 marca 1571 tamże) – szwajcarski malarz i rysownik epoki poholbeinowskiej. Znany głównie z portretów sławnych reformatorów. Wywarł duży wpływ na kształtowanie się "szkoły zuryskiej".
Od 1569 Asper i jego rodzina otrzymywali, ze względu na ciężkie warunki materialne, utrzymanie od państwa. Oprócz obrazów, rysunków i licznych drzeworytów, tworzył również widoki miast, obrazy bitew, ilustracje do druków i miniatury.

## Życie
Był synem Heinricha Aspera z rodu radnych Zurychu. W roku 1526 ożenił się z córką Wielkiego Radcy Ludwiga Nöggiego. Jego syn, Hans Rudolf Asper, urodzony w 1531, został również wziętym malarzem. Wnuk, Hans Konrad Asper – rzeźbiarz i budowniczy, działał w Monachium i w Wiedniu.
Przez pewien czas Hans Asper był pod wpływem Hansa Leu, jednego z uczniów Albrechta Dürera. Jednak w czasach reformacji, która odrzucała tematykę religijną w malarstwie, nie został malarzem tych motywów. Zwłaszcza, że protestantyzm obywał się bez malarstwa ołtarzowego. Został jednak pierwszym malarzem Zurychu oraz posłem do wielkiej Rady Zurychu.

## Twórczość
Z całości jego dorobku zachowało się 30 obrazów, które w większości znajdują się w zbiorach szwajcarskich muzeów, a datowane są na lata 1531-1564. Przedstawiają najczęściej rady miasta Zurychu oraz ważniejsze postacie reformacji z kręgu Ulricha Zwingli. Są to namalowane w późnogotyckim stylu portrety, profile, najczęściej popiersia, o klarownym rysunku i żywych barwach. Dwie martwe natury Aspera przedstawiające owoce i zwierzęta (trofea) należą do najwcześniejszych znanych tego typu obrazów.
Asper tworzył dla zuryskiego wydawcy Christopha Froschauera jako drzeworytnik i rysownik ilustracje zwierząt do dzieł Johannesa Stumpfa i Conrada Gesnera.
Artysta był wielokrotnie zatrudniany do zdobienia fasad budynków, jako malarz chorągwi i herbów. Jako oficjalny malarz miasta Zurychu wykonał malowidła w izbie pisarskiej ratusza. W 1532 ozdobił malarsko zewnętrzne ściany ratusza oraz zegary na wieży Grimmen w budynku sądu. 1538–39 pokrył złotem tarcze zegarowe z kościoła św. Piotra.

## Galeria

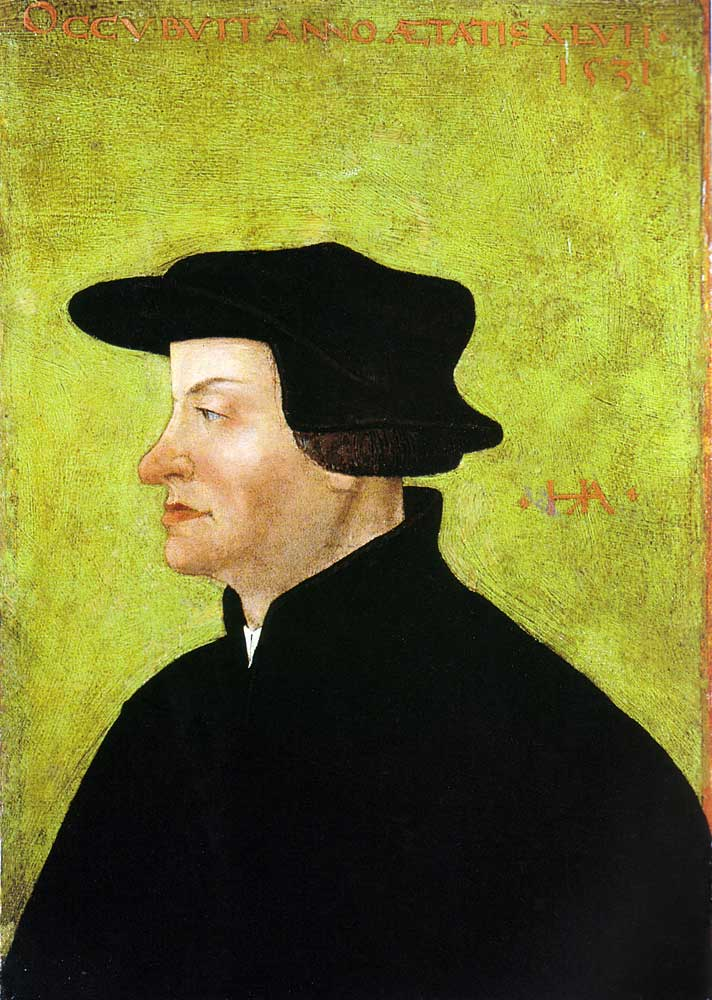
Ulrich Zwingli, um 1531
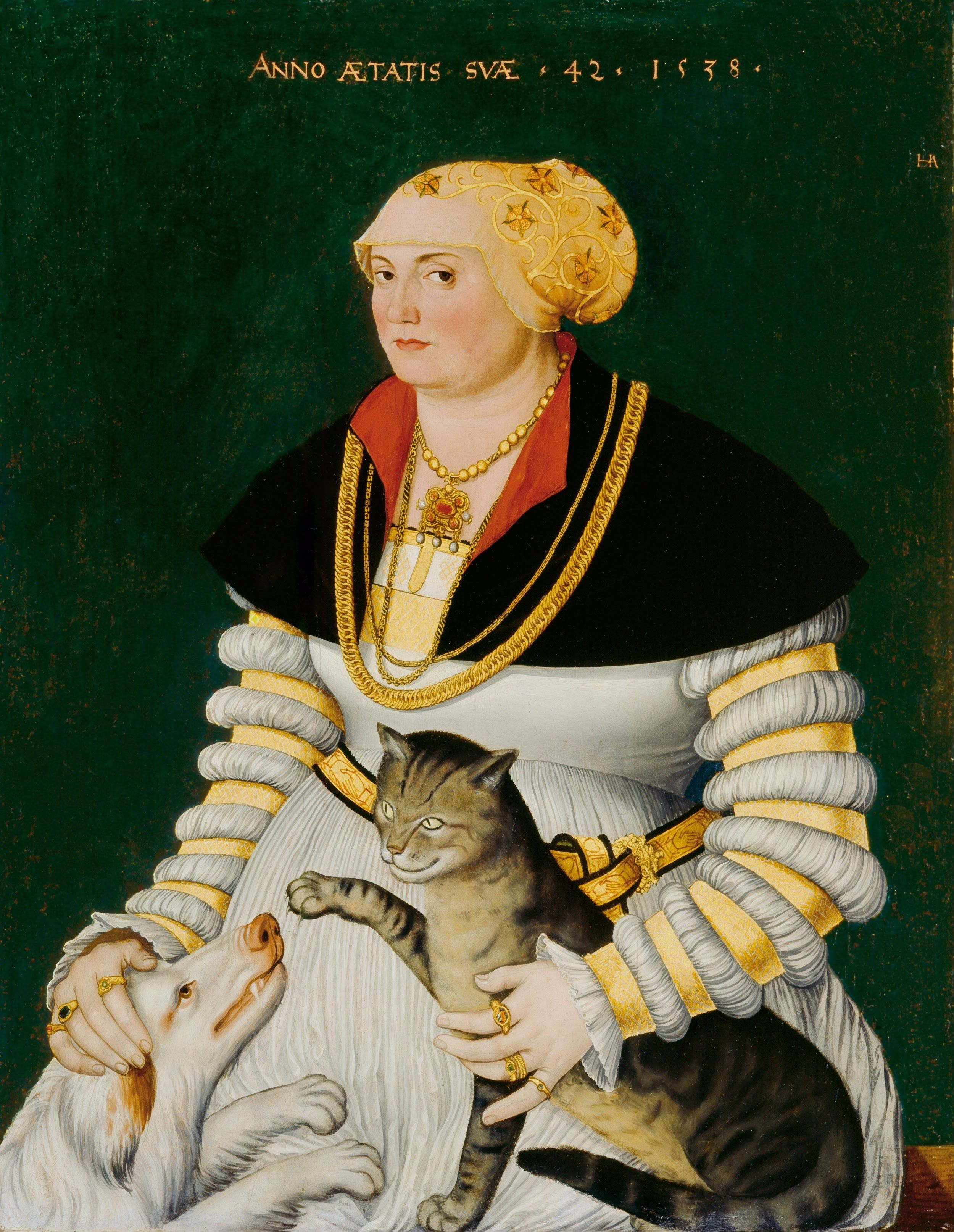
Cleophea Holzhalb, 1538
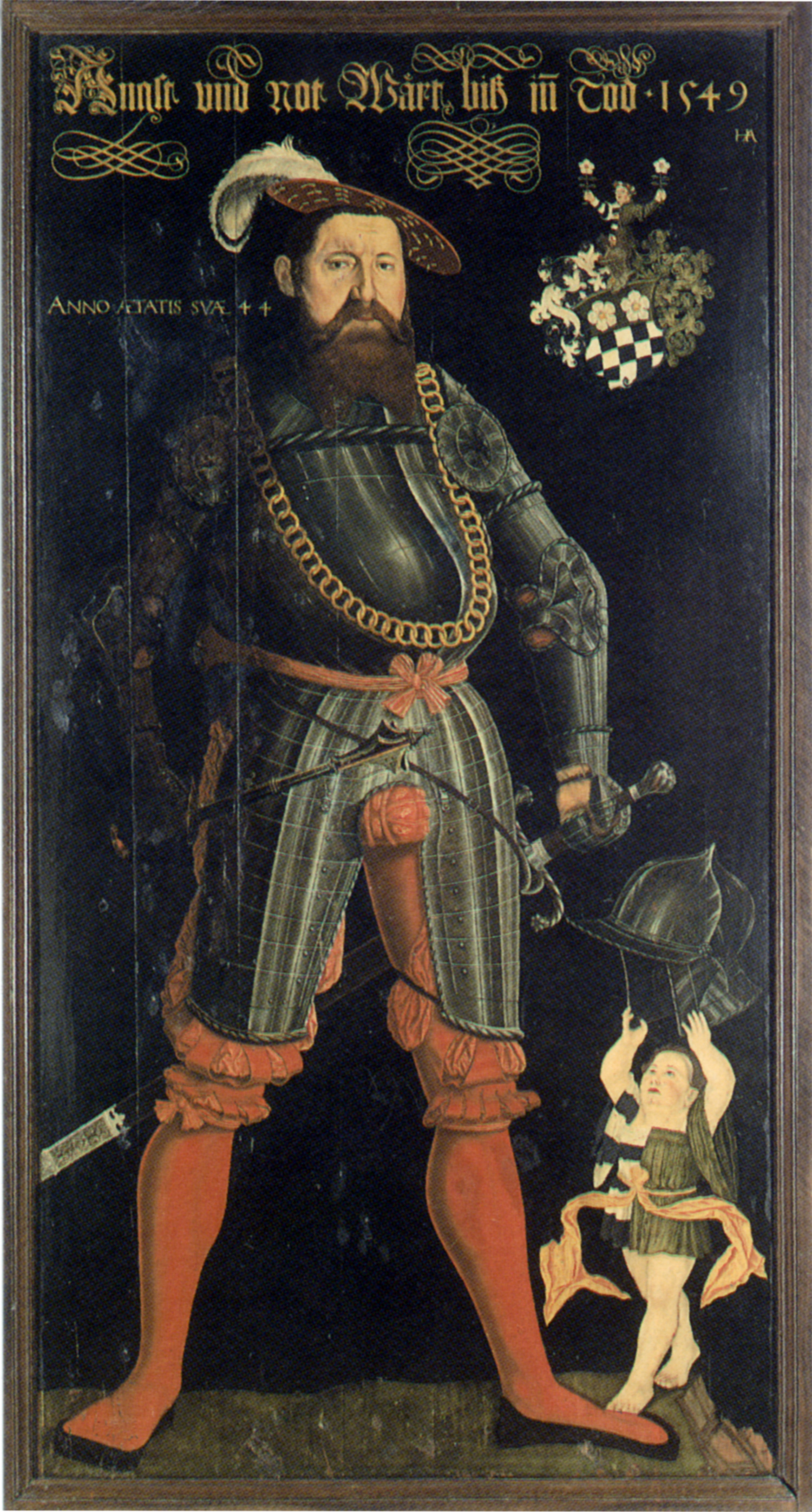
Wilhelm Frölich, 1549
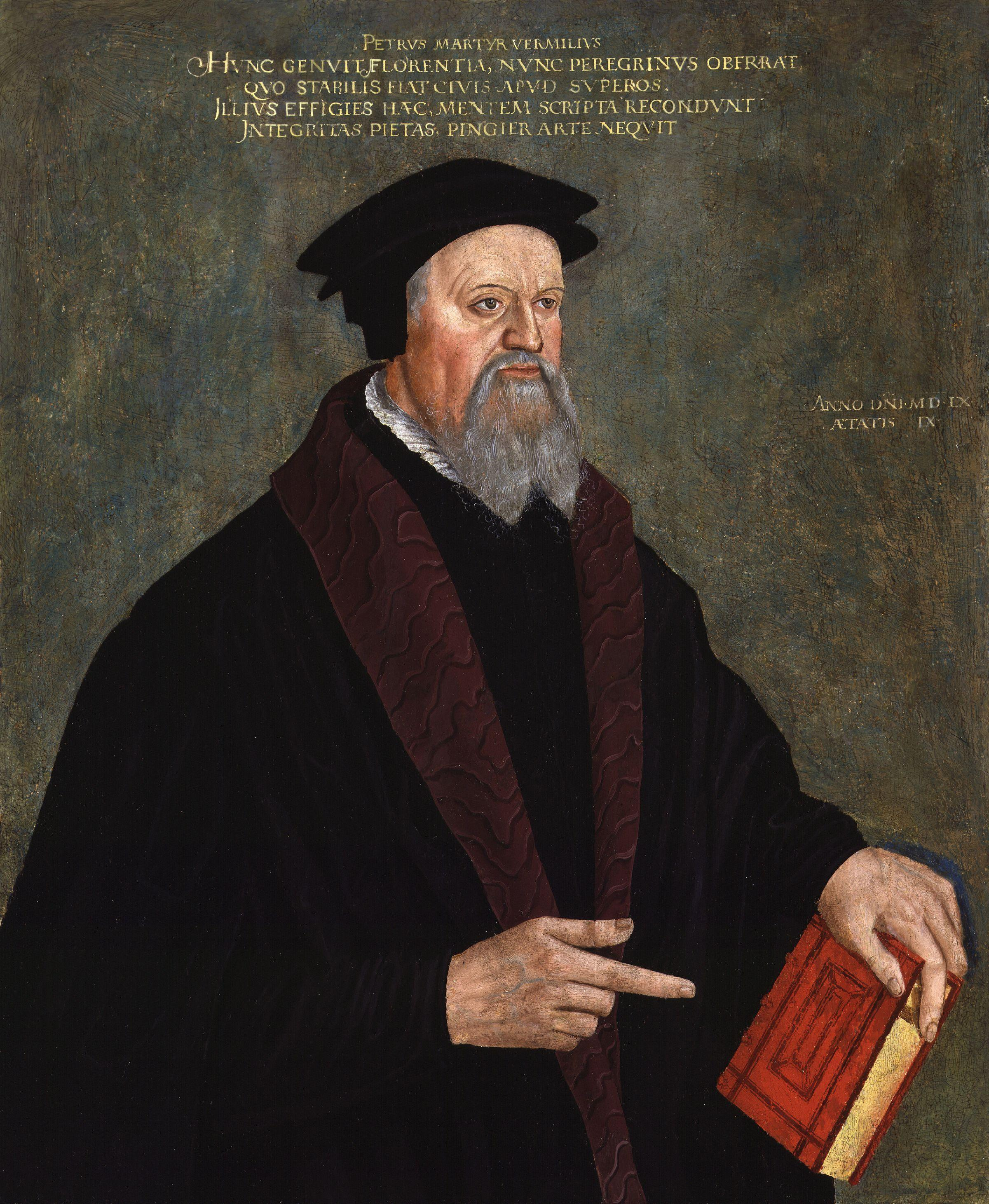
Pietro Martire Vermigli, 1560